# Anton Rundqvist
Anton Wilhelm Rundqvist, född 29 december 1885 i Algutsboda församling, Kronobergs län, död 15 december 1973 i Lunds Allhelgonaförsamling, Malmöhus län, var en svensk jurist och ämbetsman. Han var försvarsminister i regeringen Ekman II och regeringen Hamrin 1931–1932.

## Biografi
Rundqvist blev jur. kand. vid Lunds universitet 1907. Efter tingsmeritering genomgick han fiskaltjänstgöring vid Hovrätten över Skåne och Blekinge, där han sedan blev assessor från 1917 och hovrättsråd 1928–1930. Sin aktiva hovrättstjänst kom Rundqvist dock att lämna redan 1919, då han började tjänstgöra som vattenrättssekreterare och revisionssekreterare vid Söderbygdens vattendomstol. Han var häradshövding i Hallands läns södra domsaga 1930–1951.
Rundqvist var expeditionschef i försvarsdepartementet 1927–1930 (tillförordnad från 1925). Han utsågs 1930 till konsultativt statsråd i C.G. Ekmans andra regering, och blev därefter statsråd och chef för försvarsdepartementet (försvarsminister) i samma regering 1931–1932. På denna post försökte han verkställa omfattande minskningar i försvarsbudgeten med anledning av den pågående ekonomiska depressionen.

### Privatliv
Anton Rundqvist var son till lantbrukaren Claes Fredrik Rundqvist och Helena Maria Fransdotter. Han var bror till Oskar (1883–1980) och Josef Rundqvist (1892–1979).
Rundqvist är begravd på Algutsboda kyrkogård.

## Utmärkelser
- Kommendör av andra klassen av Nordstjärneorden, 6 juni 1929[5]
- Kommendör av första klassen av Nordstjärneorden, 17 november 1931[6]